# Land (tidskrift)
Land är sedan 1970-talet Sveriges största veckotidning som främst berör ämnen med anknytning till livet på landsbygden. Tidningen är en familjetidning som vänder sig till både kvinnor och män och skriver om livet på landet, hus och trädgård, hälsa och medicin, djur och natur, jakt och fiske, mat, resor, kultur, teknik, motor och människor. Upplagan på 132 400 ex/vecka gör tidningen Land till en av Sveriges största tidningar.
Lands föregångare var tidningen Jordbrukarnas Föreningsblad och RLF-tidningen (1938–1970). De utgavs av det 1929 grundade Riksförbundet Landsbygdens folk (RLF), som 1971 bytte namn till Lantbrukarnas Riksförbund (LRF). LRF bildades 1971 då Riksförbundet Landsbygdens Folk (RLF) och Lantbruksförbundet slogs ihop. RLF, som var en intresseorganisation för bönderna och motsvarighet till arbetarnas fackliga organisationer, bildades 1929. Lantbruksförbundet, som tidigare hette Sveriges Allmänna Lantbrukssällskap (SAL) bildades 1917.
År 1971 slogs de båda tidningarna ihop till två nya delar, familjetidningen Land och affärstidningen Land Lantbruk. Land var med andra ord två tidningar. En som fick heta bara Land och som vände sig till en bred läsekrets. ”Gröna vågen” var inte bara ett begrepp som tidningens chefredaktör myntade, utan också en rörelse som tidningen speglade. Den andra delen, som med tiden kom att få namnet Land Lantbruk, var istället en tidning för de aktiva lantbrukarna.
Uppdraget att göra en tidning som  näringspolitiskt språkrör för LRF och samtidigt  en självständig familjetidning, men som i det praktiska arbetet inte gav upphov till några större konflikter. Det nya konceptet med två tidningar gick hem hos både bönder och konsumenter 
Serien Agust och Lotta publiceras med en halvsida i vartannat nummer av Land.

## RLF-tidningen 1938-1967
Tidningen som startade som RLF, Organ för riksförbundet Landsbygdens folk i januari 1938 gavs ut till oktober 1967 som dagstidning för lantbrukare och sedan som tidskrift i tre nummer 1967. Den ersattes senare med tidningen Land. Tidningen kom ut med 2 nummer i månaden 1928-1940 men blev sedan dagstidning med utgivning en gång per vecka onsdag eller torsdag.  

### Redaktion
Redaktionsort var Stockholm hela utgivningstiden,
| Period                 | Ansvarig utgivare             | Titel            | Period                 | Redaktör                | Titel                |
| 1936-01-14--1940-11-08 | Johansson, Carl Gustav        | hemmansägaren    | 1938-01-15--1939-11-15 | Nyblom, Georg           | Redaktionschef       |
| 1940-11-09--1955-07-20 | Ekström, Sven Gustav Bernhard | landstingsmannen | 1939-11-30--1941-12-17 | Ingen uppgift           |                      |
| 1955-08-03--1964-04-09 | Edblom, Folke                 |                  | 1941-12-24--1945-08-01 | Nyblom, Gunnel          |                      |
| 1964-04-16--1967-09-28 | Oscarsson, Sigge              |                  | 1945-08-08--1947-01-15 | Anton Julius Fransson   |                      |
|                        |                               |                  | 1947-01-22--1947-05-07 | Nyblom-Holmberg, Gunnel | tillfördnad redaktör |
|                        |                               |                  | 1947-05-14--1953-01-28 | Peterson, Ivar          |                      |
|                        |                               |                  | 1953-02-04--1953-12-16 | Andersson, Karin        |                      |
|                        |                               |                  | 1954-01-07--1963-05-30 | Peterson, Ivar          |                      |
|                        |                               |                  | 1963-06-06--1965-05-13 | Davidson, Hans          | redaktionschef       |
|                        |                               |                  | 1965-05-20--1965-12-16 | Thimerdal, Arne         | redaktionsledning    |
|                        |                               |                  | 1966-01-06--1967-09-28 | Rehn, Thorsten          |                      |

### Tryckning, upplaga och pris
Förlaget som gav ut tidningen hette  Riksförbundet landsbygdens folk och hade säte i Stockholm  Det var alltås en organisationstidning med delvis en facklig prägel.  Partipolitiskt var tidningen neutral men med klar anknytning till bonderörelsen. Tidningen trycktes i fullformat till 1948 sedan i ett mindre format, dock ej tabloid utan mindre. Tidningen var helt i svart till 1947, 1948 till 1961 i svart + en färg och 1961-1967 i svart + 2 färger. Typsnittet var antikva. Priset var billigt hela utgivningstiden med 1 kr 1938-1940, 5 kr 1949 och 10 kr 1961, 15 från 1964 och 20 kr från 1966. Sidantalet var inledningsvis 6-8 sidor, växte till 20-24 1955 samt nådde under 1960-talet max med 28 sidor. De tre sista numren hade 20 sidor.
Tidningen hade inget eget tryckeri utan lejde bort uppgiften.Tryckeri från 1938 till 25 september 1946 var Klara civiltryckeri aktiebolag i Stockholm. 1946 till 1951 tycktes tidningen av Katrineholms-kurirens tryckeriaktiebolag i Katrineholm .1952till 1962 var Aktiebolaget Godvil i Stockholm tryckare och slutligen 1962-1967 Svenska Dagbladets tryckeri i Stockholm ansvariga för tryckningen.
Upplagan var i starten 74 000 och steg till 133 000 1943.1950 hade den nått 186 000 och 1956 nåddes toppen på 204 000 exemplar. Slutåret 1967 var upplagan 170 000. Det var således en stor tidning.

## Jordbrukarnas föreningsblad 1930-1970
Tidningens fullständiga titel var Jordbrukarnas föreningsblad Organ för lantmännen ekonomiska föreningsrörelse till 1948. Sista åren 1968-1970 var titeln Jordbrukarnas föreningsblad Organ för Jordbruksförbundet med den ekonomiska föreningsrörelsen. Tidningen var dagstidning för föreningsrörelsen. 

### Redaktion
Redaktionsort var hela utgivningstiden Stockholm. Tidningen startade med två provnummer i november och december 1930. Tidningen var anknuten till Sveriges lantbruksförbund hela sin levnadstid.       
| Period                 | Ansvarig utgivare    | Titel           | Period                 | Redaktör          |
| 1930-11-06--1934-01-30 | Nanneson, Per Ludvig | Direktören      | 1930-11-29--1961-06-17 | Bjelle, E         |
| 1931-01-31--1961-06-17 | Bjelle, Enok Andreas | Agronomen       | 1961-07-01--1969-09-26 | Peterson, Henning |
| 1961-06-18--1961-06-30 | uppgift saknas       |                 | 1969-10-03--1970-12-23 | Ryden, Håkan      |
| 1961-07-01--1969-09-26 | Osterman, Stig       | Redaktionsschef |                        |                   |
| 1969-10-03--1970-12-23 | Ryden, Håkan         |                 |                        |                   |

Tidningen gavs ut i 6 oiika editioner 1936-1943 och sedan i sju 1943-1970. Den som tillkom 1943 var övre Norrland. Tidigare fann Östra Mellansverige, Skåne/Blekinge, Smålans Öland och Gotland, Västsverige, Västra Mellansverige och Norrland,  Alla editioner utkom en gång i veckan lördagar till december 1967, 1967-1970 fredagar.                     

### Tryckning, upplaga och pris
Tryckeri A-B. Fylgia i Stockholm stod för trycket 1930-1964.1965-1968 var det Svenska tryckeri bolagen STB AB som tryckte tidningen och 1968-1970 tog Tryckeriaktiebolaget Ivar Haegström AB över uppgiften. Satsyta för tidningsformatet var stort och typsnittet var antikva. Tidningens sidantal var 8  sidor 1931, 1943  var det 14-20 sidor i tidningen. 1956 hade den 20-24 sidor, och 1964 hela 28-32 sidor och 1969 nåddes maximalt 28-36 sidor.   
1930-1965 trycktes tidningen bara i svart, men från1965 till 1970 fick den fyrfärgstryck.                   
Utgivningsförlaget 1930-1937 hette Sveriges allmänna lantbrukssällskap. 1937-1961 var Lantbrukssällskapets tidskriftsaktiebolag (LT:s Förlag) utgivare, och slutligen 1962-1970 hette utgivaren Lantbruksförbundet  ekonomi AB.
Upplaga började 1930  med 60000, och ökade till 210 000 1936, 305 000 1940, 362000 1945, och sedan runt 370 000 till 1955.  Upplagan minskade sedan till 300000 till tidningens slut
Priset var 1931 3 kr och dubblades till 1951. Från 1963 är editionen för Östra Mellansverige billigare med 20 kr, medan övriga editioner är nästan dubbelt så dyra 38 kr.1970 kostar de dyrare editionerna 85 kr medan Östra Mellansverige bara betingar 35 kr.

## Land Lantbruk
Land Lantbruk är en svensk tidning om jordbruk och skogsbruk. 
Land Lantbruk grundades 1971 i samband med att Jordbrukarnas Föreningsblad och RLF-tidningen slogs ihop och bildade de två nya tidningarna, Land och Land Lantbruk. Tidningen har en upplaga på drygt 90 000 exemplar och omkring 225 000 läsare, vilket gör den till Sveriges största lantbrukstidning. Den kommer ut på fredagar och bevakar i första hand frågor som rör företagare vars verksamhet har sin bas i jorden, skogen och/eller landsbygdens miljö. Tidningen består av två delar, Land Lantbruk samt Land Skogsbruk. Land Lantbruk är LRF:s medlemstidning men den distribueras även till ett stort antal prenumererande icke-medlemmar.
Chefredaktör för Land Lantbruk och Land Skogsbruk är Annika Lindecrantz och tidningarnas politiska chefredaktör är Anna Nilsson. Ansvarig utgivare är Annika R Hermanrud.